# Hrvatski nogometni kup 2019/20
Der Hrvatski nogometni kup 2019/20 war der 29. Wettbewerb um den kroatischen Fußballpokal nach der Loslösung des kroatischen Fußballverbandes aus dem jugoslawischen Fußballverband.
Titelverteidiger HNK Rijeka setzte sich im Finale gegen Lokomotiva Zagreb durch. Es war Rijekas sechster Pokalsieg im unabhängigen Kroatien und der achte insgesamt.

## Modus
In allen Runden wurden die Sieger in einem Spiel ermittelt. Stand es nach der regulären Spielzeit von 90 Minuten unentschieden, kam es zur Verlängerung von zweimal 15 Minuten und falls danach immer noch kein Sieger feststand zum Elfmeterschießen.

## Teilnehmer
An der Vorrunde
- 21 Sieger des Bezirkspokals
- 11 Finalisten des Bezirkspokals aus den Fußballverbänden mit der größten Anzahl registrierter Fußballclubs

| Bezirk              | Sieger                       | Finalist               |
| ------------------- | ---------------------------- | ---------------------- |
| Bjelovar-Bilogora   | NK Bjelovar                  | NK Dinamo Predavac     |
| Brod-Posavina       | NK Oriolik                   | NK Sloga Nova Gradiška |
| Dubrovnik-Neretva   | NK Jadran Luka Ploče         |                        |
| Istrien             | NK Buje                      | NK Jadran Poreč        |
| Karlovac            | NK Karlovac                  |                        |
| Koprivnica-Križevci | NK Mladost Kloštar Podravski | NK Borac Imbriovec     |
| Krapina-Zagorje     | NK Zagorec Krapina           |                        |
| Lika-Senj           | NK Nehaj Senj                |                        |
| Međimurje           | Međimurje Čakovec            | NK Nedelišće           |
| Osijek-Baranja      | NK Belišće                   | NK BSK Bijelo Brdo     |
| Požega-Slawonien    | NK Slavonija Požega          |                        |

| Bezirk               | Sieger                       | Finalist                |
| -------------------- | ---------------------------- | ----------------------- |
| Primorje-Gorski      | NK Opatija                   |                         |
| Sisak-Moslavina      | HNK Segesta Sisak            | GŠNK Mladost Petrinja   |
| Split-Dalmatien      | NK Hrvace                    |                         |
| Šibenik-Knin         | NK Zagora Unešić             |                         |
| Varaždin             | NK Varaždin                  | NK Bednja Beletinec     |
| Virovitica-Podravina | NK Papuk Orahovica           | HNK Suhopolje           |
| Vukovar-Syrmien      | NK Slavonac Komletinci       | NK Vuteks-Sloga Vukovar |
| Zadar                | HNK Primorac Biograd na Moru |                         |
| Stadt Zagreb         | NK Maksimir                  |                         |
| Zagreb               | NK Kurilovec                 | HNK Gorica              |

Am Sechzehntelfinale
- Die 16 punktbesten Vereine der Fünfjahres-Pokalwertung. (63 Punkte für den Pokalsieger, 31 für den unterlegenen Finalisten, 15 für die Halbfinalisten, 7 für die Viertelfinalisten, 3 für die Achtelfinalisten und 1 Punkt für die Sechzehntelfinalisten.)

| - 1. Dinamo Zagreb (251) - 2. HNK Rijeka (171) - 3. Hajduk Split (75) - 4. NK Slaven Belupo (59) | - 5. RNK Split (47) - 6. NK Osijek (39) - 7. Lokomotiva Zagreb (36) - 8. NK Istra 1961 (35) | - 09. Inter Zaprešić (29) - 10. NK Zadar (21) - 11. Cibalia Vinkovci (15) - 12. NK Vinogradar Lokošin Dol (15) | - 13. NK Zagreb (15) - 14. HNK Šibenik (13) - 15. NK Novigrad (12) - 16. NK Rudeš (10) |

## Ergebnisse

### Vorrunde
| Datum      |                              | Ergebnis              |                         |
| ---------- | ---------------------------- | --------------------- | ----------------------- |
| 14.08.2019 | HNK Suhopolje                | 2:6                   | NK Oriolik              |
| 27.08.2019 | NK Hrvace                    | 3:1                   | HNK Segesta Sisak       |
| 28.08.2019 | NK Mladost Kloštar Podravski | 1:4                   | NK Sloga Nova Gradiška  |
| 28.08.2019 | NK Nehaj Senj                | 0:2                   | NK Karlovac             |
| 28.08.2019 | HNK Primorac Biograd na Moru | 1:3                   | NK BSK Bijelo Brdo      |
| 28.08.2019 | NK Dinamo Predavac           | 1:3 n. V.             | NK Kurilovec            |
| 28.08.2019 | NK Slavonac Komletinci       | 2:2 n. V. (3:4 i. E.) | NK Buje                 |
| 28.08.2019 | HNK Gorica                   | 10:00                 | NK Zagorec Krapina      |
| 28.08.2019 | NK Bednja Beletinec          | 1:2 n. V.             | NK Vuteks-Sloga Vukovar |
| 28.08.2019 | NK Bjelovar                  | 0:3                   | NK Opatija              |
| 28.08.2019 | NK Maksimir                  | 2:6                   | NK Varaždin             |
| 28.08.2019 | NK Zagora Unešić             | 5:1                   | NK Papuk Orahovica      |
| 28.08.2019 | NK Belišće                   | 0:0 n. V. (4:2 i. E.) | NK Jadran Luka Ploče    |
| 28.08.2019 | NK Borac Imbriovec           | 1:3                   | NK Jadran Poreč         |
| 28.08.2019 | NK Nedelišće                 | 0:2                   | NK Slavonija Požega     |
| 28.08.2019 | GŠNK Mladost Petrinja        | 3:0                   | Međimurje Čakovec       |

### Sechzehntelfinale
| Datum      |                         | Ergebnis  |                           |
| ---------- | ----------------------- | --------- | ------------------------- |
| 24.09.2019 | NK Karlovac             | 0:7       | Dinamo Zagreb             |
| 24.09.2019 | NK Hrvace               | 1:2       | NK Slaven Belupo          |
| 24.09.2019 | NK Vuteks-Sloga Vukovar | 0:8       | NK Osijek                 |
| 24.09.2019 | NK Oriolik              | 0:3       | Lokomotiva Zagreb         |
| 25.09.2019 | GŠNK Mladost Petrinja   | 0:2       | Hajduk Split              |
| 25.09.2019 | NK Belišće              | 3:1 n. V. | RNK Split                 |
| 25.09.2019 | NK Jadran Poreč         | 3:7       | Inter Zaprešić            |
| 25.09.2019 | NK Kurilovec            | 2:3 n. V. | NK Istra 1961             |
| 25.09.2019 | NK Sloga Nova Gradiška  | 1:2       | NK Vinogradar Lokošin Dol |
| 25.09.2019 | NK Zagora Unešić        | 1:2 n. V. | NK Zadar                  |
| 25.09.2019 | NK Slavonija Požega     | 1:5       | HNK Šibenik               |
| 25.09.2019 | NK BSK Bijelo Brdo      | 1:0       | Cibalia Vinkovci          |
| 25.09.2019 | HNK Gorica              | 8:0       | NK Zagreb                 |
| 25.09.2019 | NK Varaždin             | 4:2       | NK Rudeš                  |
| 25.09.2019 | NK Opatija              | 3:1       | NK Novigrad               |
| 01.10.2019 | NK Buje                 | 00:11     | HNK Rijeka                |

### Achtelfinale
| Datum      |                           | Ergebnis |                   |
| ---------- | ------------------------- | -------- | ----------------- |
| 23.10.2019 | NK Zadar                  | 0:3      | NK Osijek         |
| 30.10.2019 | NK Opatija                | 0:3      | Dinamo Zagreb     |
| 30.10.2019 | NK Varaždin               | 1:2      | HNK Rijeka        |
| 30.10.2019 | HNK Gorica                | 2:1      | Hajduk Split      |
| 30.10.2019 | NK BSK Bijelo Brdo        | 0:2      | NK Slaven Belupo  |
| 30.10.2019 | HNK Šibenik               | 2:1      | NK Belišće        |
| 30.10.2019 | NK Vinogradar Lokošin Dol | 0:3      | Lokomotiva Zagreb |
| 30.10.2019 | NK Istra 1961             | 1:2      | Inter Zaprešić    |

### Viertelfinale
| Datum      |                | Ergebnis |                   |
| ---------- | -------------- | -------- | ----------------- |
| 03.12.2019 | Inter Zaprešić | 0:2      | NK Osijek         |
| 03.12.2019 | HNK Šibenik    | 0:4      | Lokomotiva Zagreb |
| 04.12.2019 | HNK Gorica     | 1:2      | NK Slaven Belupo  |
| 05.12.2019 | HNK Rijeka     | 1:0      | Dinamo Zagreb     |

### Halbfinale
| Datum      |                  | Ergebnis |                   |
| ---------- | ---------------- | -------- | ----------------- |
| 30.05.2020 | NK Slaven Belupo | 1:2      | Lokomotiva Zagreb |
| 31.05.2020 | HNK Rijeka       | 3:2      | NK Osijek         |

### Finale
| HNK Rijeka                                    | HNK Rijeka | Lokomotiva Zagreb | Lokomotiva Zagreb |
| --------------------------------------------- | --- | --- | ----------------- |
| HNK Rijeka                                    | \| 1. August 2020 in Šibenik (Stadion Šubićevac) \| \| Ergebnis: 1:0 (0:0) \| \| Zuschauer: 0 \| \| Schiedsrichter: Tihomir Pejin \| \| Spielbericht \| | \| 1. August 2020 in Šibenik (Stadion Šubićevac) \| \| Ergebnis: 1:0 (0:0) \| \| Zuschauer: 0 \| \| Schiedsrichter: Tihomir Pejin \| \| Spielbericht \| | Lokomotiva Zagreb |
| HNK Rijeka                                    | Ivor Pandur – Filip Braut, Daniel Štefulj (90.+4' Ivan Tomečak), João Escoval, Darko Velkovski – Nino Galović, Tibor Halilović, Domagoj Pavičić (89. Luka Capan), Antonio Čolak – Franko Andrijašević (46. Ivan Lepinjica), Stjepan Lonar Cheftrainer: Simon Rožman | Ivo Grbić – Frank Karačić, Ivan Čeliković (85. Stipo Marković), Denis Kolinger, Dominik Kovačić – Jon Mersinaj (78. Mario Budimir), Enis Çokaj (71. Kristijan Jakić), Oliver Petrak (78. Sammir), Myrto Uzuni – Marko Tolić, Lirim Kastrati Cheftrainer: Goran Tomić | Lokomotiva Zagreb |
| HNK Rijeka                                    | 1:0 Tibor Halilović (76.) | | Lokomotiva Zagreb |
| HNK Rijeka                                    | Escoval (66.), Velkovski (73.), Lepinjica (79.) | Çokaj (52.), Čeliković (82.) | Lokomotiva Zagreb |
| 1. August 2020 in Šibenik (Stadion Šubićevac) | | |                   |
| Ergebnis: 1:0 (0:0)                           | | |                   |
| Zuschauer: 0                                  | | |                   |
| Schiedsrichter: Tihomir Pejin                 | | |                   |
| Spielbericht                                  | | |                   |

## Torschützenliste
| Pl. | Name             | Mannschaft       | Tore |
| --- | ---------------- | ---------------- | ---- |
| 01. | Justin Matheu    | HNK Gorica       | 5    |
| 01. | Łukasz Zwoliński | HNK Gorica       | 5    |
| 03. | Antonio Čolak    | HNK Rijeka       | 4    |
| 03. | Drago Gabrić     | NK Zagora Unešić | 4    |
| 03. | Antonio Mance    | NK Osijek        | 4    |
| 03. | Vice Miljanić    | NK Jadran Poreč  | 4    |
| 03. | Cherif Ndiaye    | HNK Gorica       | 4    |